# Enoplognatha almeriensis
Enoplognatha almeriensis là một loài nhện trong họ Theridiidae.
Loài này thuộc chi Enoplognatha. Enoplognatha almeriensis được miêu tả năm 1999 bởi Robert Bosmans & Van Keer.